# Championnat d'Espagne de football 2004-2005
Navigation
Championnat d'Espagne 2003-2004 Championnat d'Espagne 2005-2006
Le Championnat d'Espagne de football de Primera División 2004-2005 voit la consécration du FC Barcelone après 6 ans d'échec. Il s'agit du 17e titre de champion pour le club catalan.

## Les 20 clubs participants
| - Albacete Balompié - Athletic Bilbao - Atlético de Madrid - FC Barcelone - Deportivo La Corogne | - Espanyol Barcelone - Getafe CF - Levante UD - Málaga CF - RCD Majorque | - CD Numancia - Osasuna Pampelune - Racing Santander - Betis Séville - Real Madrid | - Real Saragosse - Real Sociedad - Séville FC - Valence CF - Villarreal CF |

## Classement
| Rang | Équipe                | Pts | J  | G  | N  | P  | Bp | Bc | Diff |
| ---- | --------------------- | --- | -- | -- | -- | -- | -- | -- | ---- |
| 1    | FC Barcelone          | 84  | 38 | 25 | 9  | 4  | 73 | 29 | +44  |
| 2    | Real Madrid           | 80  | 38 | 25 | 5  | 8  | 71 | 32 | +39  |
| 3    | Villarreal CF         | 65  | 38 | 18 | 11 | 9  | 69 | 37 | +32  |
| 4    | Real Betis C          | 62  | 38 | 16 | 14 | 8  | 62 | 50 | +12  |
| 5    | Espanyol de Barcelone | 61  | 38 | 17 | 10 | 11 | 54 | 46 | +8   |
| 6    | Séville FC            | 60  | 38 | 17 | 9  | 12 | 44 | 41 | +3   |
| 7    | Valence CF T          | 58  | 38 | 14 | 16 | 8  | 54 | 39 | +15  |
| 8    | Deportivo La Corogne  | 51  | 38 | 12 | 15 | 11 | 46 | 50 | -4   |
| 9    | Athletic Bilbao       | 51  | 38 | 14 | 9  | 15 | 59 | 54 | +5   |
| 10   | Málaga CF             | 51  | 38 | 15 | 6  | 17 | 40 | 48 | -8   |
| 11   | Atlético de Madrid    | 50  | 38 | 13 | 11 | 14 | 40 | 34 | +6   |
| 12   | Real Saragosse S      | 50  | 38 | 14 | 8  | 16 | 52 | 57 | -5   |
| 13   | Getafe CF P           | 47  | 38 | 12 | 11 | 15 | 38 | 46 | -8   |
| 14   | Real Sociedad         | 47  | 38 | 13 | 8  | 17 | 47 | 56 | -9   |
| 15   | CA Osasuna            | 46  | 38 | 12 | 10 | 16 | 46 | 65 | -19  |
| 16   | Racing de Santander   | 44  | 38 | 12 | 8  | 18 | 41 | 58 | -17  |
| 17   | RCD Majorque          | 39  | 38 | 10 | 9  | 19 | 42 | 63 | -21  |
| 18   | Levante UD P          | 37  | 38 | 9  | 10 | 19 | 39 | 58 | -19  |
| 19   | CD Numancia P         | 29  | 38 | 6  | 11 | 21 | 30 | 61 | -31  |
| 20   | Albacete Balompié     | 28  | 38 | 6  | 10 | 22 | 33 | 56 | -23  |

Qualifications européennes
Ligue des champions 2005-2006
- 1er et 2e : phase de groupes
- 3e et 4e : 3e tour de qualification

Coupe UEFA 2005-2006
- 5e, 6e et Finaliste C : 1er tour

Coupe Intertoto 2005
- 7e : 3e tour
- 8e et 9e : 2e tour

Relégation
- 18e, 19e et 20e : relégation en Segunda División

Abréviations
- T : Tenant du titre
- C : Vainqueur de la Coupe du Roi 2004-2005
- S : Vainqueur de la Supercoupe d'Espagne 2004
- P : Promus de Segunda División

### Qualifications européennes
- Ligue des Champions :
  - FC Barcelone : champion d'Espagne
  - Real Madrid : vice-champion d'Espagne
  - Villarreal CF (qualifié pour le troisième tour préliminaire)
  - Real Betis (qualifié pour le troisième tour préliminaire)
- Coupe UEFA
  - Espanyol de Barcelone
  - Séville FC
  - CA Osasuna : finaliste de la Coupe d'Espagne
- Coupe Intertoto
  - Valence CF
  - Deportivo La Corogne

## Meilleurs buteurs
Samuel Eto'o et Diego Forlán sont officiellement les deux meilleurs buteurs du championnat espagnol à égalité selon la ligue espagnole LFP et la fédération espagnole RFEF qui leur décomptent 25 buts chacun,. Cependant, le journal Marca qui attribue le prix du Pichichi, décompte 24 buts pour Samuel Eto'o. Le joueur du Villarreal CF, Diego Forlán, remporte donc son premier Pichichi avec 25 réalisations à égalité de but avec le Camerounais Samuel Eto'o. Malgré la polimique Eto'o est aussi reconnu officiellement Pichichi d'Espagne en 2005 selon la fédération Espagnole. 
| Place | Joueur              | Nationalité | Club               | Buts |
| ----- | ------------------- | ----------- | ------------------ | ---- |
| 1er   | Diego Forlán        | Uruguay     | Villarreal CF      | 25   |
| 1er   | Samuel Eto'o        | Cameroun    | FC Barcelone       | 25   |
| 3e    | Ricardo Oliveira    | Brésil      | Betis Séville      | 22   |
| 4e    | Ronaldo             | Brésil      | Real Madrid        | 22   |
| 5e    | Julio Baptista      | Brésil      | FC Séville         | 18   |
| 6e    | Fernando Torres     | Espagne     | Atlético de Madrid | 16   |
| 7e    | Maxi Rodríguez      | Argentine   | Espanyol Barcelone | 15   |
| -     | Juan Román Riquelme | Argentine   | Villarreal CF      | 15   |
| -     | David Villa         | Espagne     | Real Saragosse     | 15   |
| 10e   | Nihat               | Turquie     | Real Sociedad      | 13   |

## Meilleurs gardiens
- Víctor Valdés, gardien du FC Barcelone, remporte son premier Trophée Zamora.

## Bilan de la saison
| Tableau d'Honneur                 |                     |
| Compétition                       | Vainqueur           |
| Championnat d'Espagne de football | FC Barcelone        |
| Coupe d'Espagne de football       | Real Betis Balompié |

| Promotions et relégations    |                                          |
| Relégués en Segunda División | Levante UD CD Numancia Albacete Balompié |
| Promus en Primera División   | Cadix CF Celta Vigo Deportivo Alavés     |